# Фрідріх I (король Пруссії)
Фрі́дріх I (нім. Friedrich I.; 11 липня 1657 — 25 лютого 1713) — останній герцог Пруссії (1688—1701), перший прусський король (1701—1713). Брандербурзький маркграф, курфюрст Священної Римської імперії (1688—1713). Представник німецької династії Гогенцоллернів. Народився в Кенігсберзі, Пруссія. Син прусського герцога і бранденбурзького маркграфа Фрідріха-Вільгельма та нідерландської принцеси Луїзи Генрієтти. Батько Фрідріха-Вільгельма I, дід Фрідріха Великого. Сприяв розвитку освіти та науки. Фундатор Галльського університету (1694), Берлінської академії мистецтв (1696), Бранденбурзької академії наук (1700); розширив Берлінську королівську бібліотеку. Збудував палаци Монбіжу (1706) і Шарлоттенбург (1713). Брав участь у Дев'ятирічній війні (1688—1697) та війні за іспанську спадщину (1701—1713) проти Франції на боці Священної Римської імперії; одночасно стилізував своє оточення під французький двір Людовика XIV. Засновник Ордену Чорного орла. Внаслідок розкішного способу життя, великих витрат на будівництво та найманців, перетворив Пруссію на одну з найкорумпованіших держав Європи. Помер у Берліні, Пруссія. Залишив по собі країну, борг якої становив 20 мільйонів рейхсталерів. Похований у Берлінському лютеранському соборі. До самокоронації в 1701 році іменувався як Фрідріх ІІІ. Прізвиська — «король-найманець», «кривий Фріц» (нім. Der schiefe Fritz; через травму в дитинстві).

## Біографія
Фрідріх, син курфюрста Бранденбурзького Фрідріха Вільгельма, прозваного великим курфюрстом, та нідерландської принцеси Луїзи Генрієтти народився в Кенігсбергу 11 липня 1657.
Після смерті батька в 1688 став курфюрстом Бранденбурзьким під ім'ям  Фрідріх III  і в союзі з імператором Священної Римської імперії Леопольдом I брав участь у війнах проти короля Франції Людовика XIV. Регулярна армія виросла при Фрідріху з 30 000 чоловік, надісланих йому батьком, до приблизно 39 000. І все ж інтереси Фрідріха не обмежувалися лише військовою областю. Під впливом своєї другої дружини Софії Шарлотти і знаменитого філософа і вченого Лейбніца він заснував Академію мистецтв (1696), Академію наук (1700), відкрив у Галле університет (1694), залучав на роботу вчених, художників і скульпторів. Фрідріх спорудив в Берліні величний палац і прикрасив столицю своїх володінь новими будівлями і широкими вулицями. Для своєї дружини він побудував в Шарлоттенбурзі (нині район Берліна) палац з парком і будівлю опери. Тим часом запрошені з Франції гугеноти (усього їх прибуло близько 25 000, з них близько 5000 оселилися в Берліні) почали розвивати в Пруссії промисловість. 1698 року поновив угоду з Амаром I, еміром Трарзи, що існування бранденбурзької факторії на острові Арґен.
Оскільки курфюрст Саксонії Фрідріх Август став королем Польщі, а курфюрст Ганноверський Георг, судячи з усього, повинен був стати наступником королеви Анни на англійському троні, Фрідріх не бажав відставати від своїх суперників. У Прусському герцогстві, суверенному володінні Гогенцоллернів, що знаходилось за межами Священної Римської імперії, він зміг би закріпити за собою статус короля і без згоди імператора. Але оскільки Леопольд шукав союзу з Бранденбургом зважаючи на очікувані Війни за іспанську спадщину (1701—1713), він погодився визнати за Фрідріхом королівський титул, і в листопаді 1700 Фрідріх вступив у союз з Австрією.
В ході пишної церемонії, влаштованої в Кенігсберзі 18 січня 1701, Фрідріх коронував себе і дружину, що мало підкреслити незалежність його трону від будь-якої світської чи церковної влади. Тим самим він став королем в Пруссії, одночасно залишаючись курфюрстом Бранденбурзьким. З отриманням королівського титулу любов Фрідріха до величі і блиску ще більше зросла. Однак зміна в титулі не означала того, що відтепер центр ваги перемістився з Бранденбургу в Пруссію: столицею і королівською резиденцією продовжував залишатися Берлін, а не Кенігсберг. Правда, на новому королівському гербі з'явився не червоний бранденбурзький, а чорний прусський орел. Цей орел — єдина ланка, що зв'язували королівство з Тевтонським лицарським орденом, який панував в Пруссії до свого розпуску в 1525 .
Спроби створити в державі клас селян-землевласників після 1701 розбилися об наполегливий опір знаті. У той же час витрати двору все зростали, а Пруссія була занадто бідна, щоб нести цей тягар і одночасно утримувати велику постійну армію. Фрідріх помер у Берліні 25 лютого 1713, його син і спадкоємець Фрідріх Вільгельм I нарощував військову потужність і урізав всі інші витрати. За умовами Утрехтського мирного договору, підписаного 11 квітня 1713, Пруссія отримала іспанську частину Верхнього Гельдерна (Іспанські Нідерланди) і князівство Невшатель (Швейцарія) як винагороду за допомогу у Війні за іспанську спадщину. Крім того, Франція визнавала за курфюрстами Бранденбурзькими їх титул «королів Пруссії».

## Родина
1 Дружина — Єлизавета Генрієтта, принцеса Гессен-Кассельська (1661—1683)
Діти:
- Луїза Доротея (1680—1705) ∞ Фредерік I, ландграф Гессен-Кассельский, король Швеції.

2 Дружина — Софія Шарлотта Ганноверська (1668—1705)
Діти:
- Фрідріх-Август (1685—1686)
- Фрідріх-Вільгельм I (1688—1740) — король Пруссії

3 Дружина — Софія Луїза, принцеса Мекленбург-Шверінська (1685—1735)

## Нагороди
- 18 квітня 1701: Орден Чорного орла (як засновник Ордена)

## Портрети

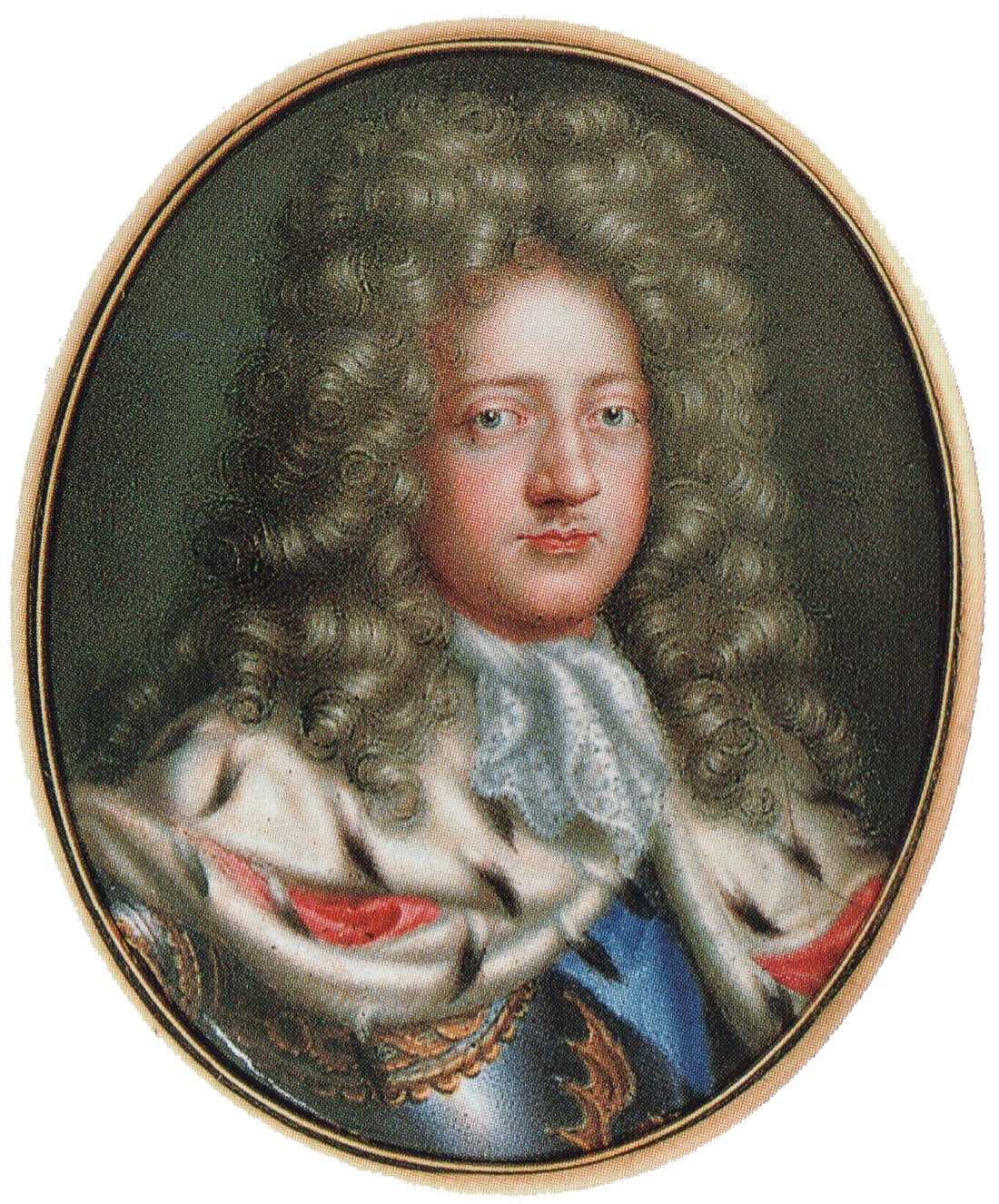
Робота Жана-П'єра Хюо 1688
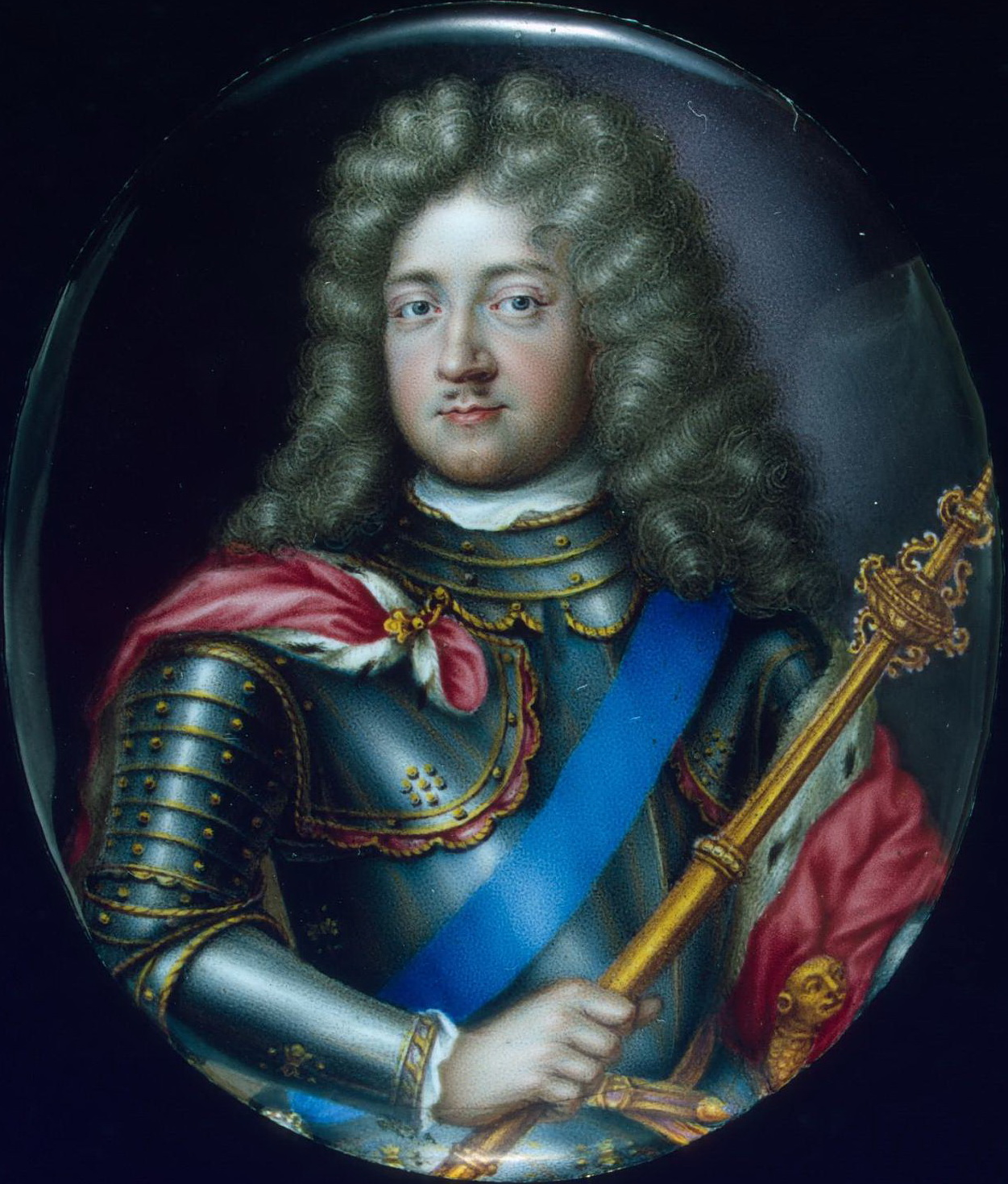
Робота Жана-П'єра Хюо 1680-ті
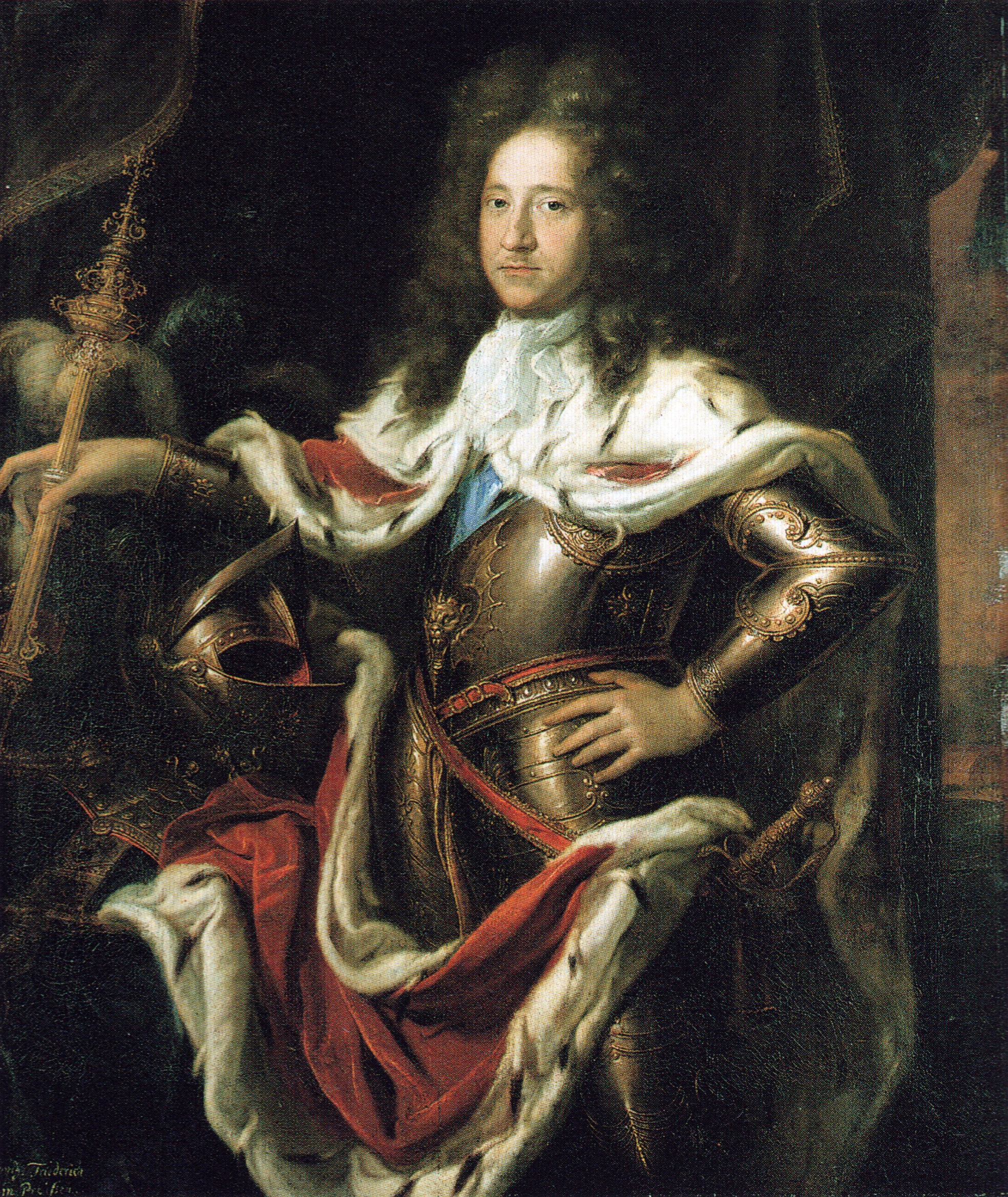
Робота Гедеона Романдона 1690
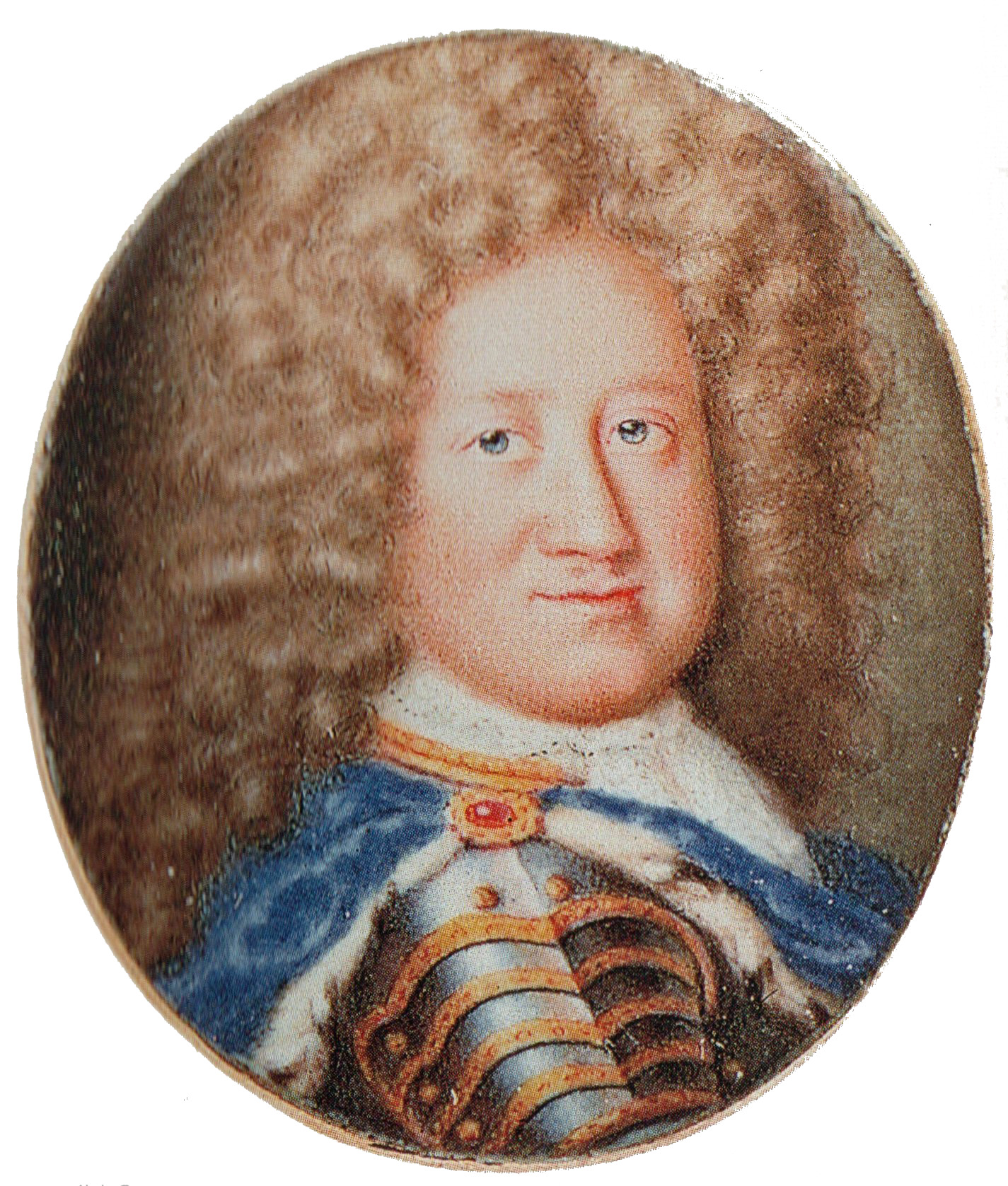
Робота Самуеля Блесендорфа 1700
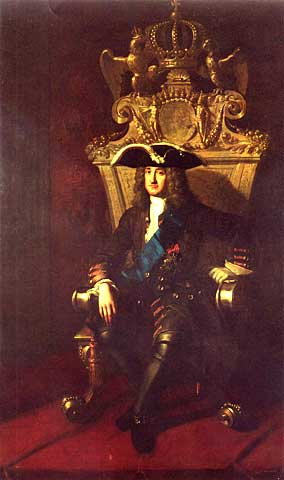
Робота Самуеля Геріке 1701
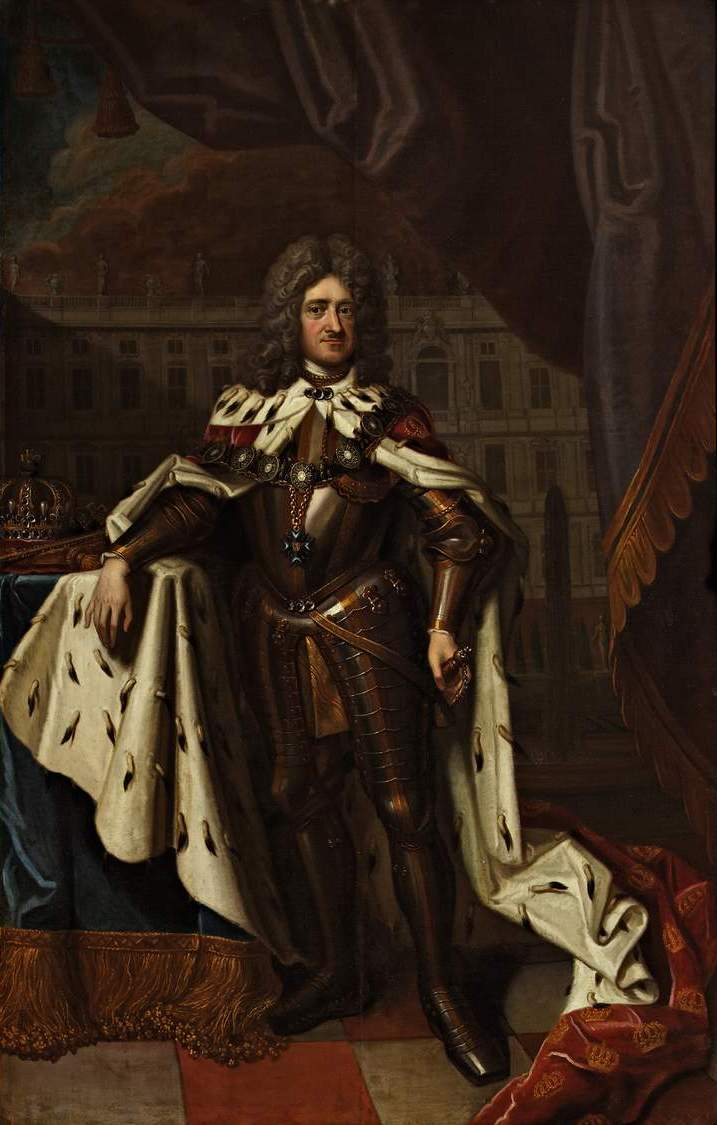
Робота Фрідріха Вайдеманна 1701
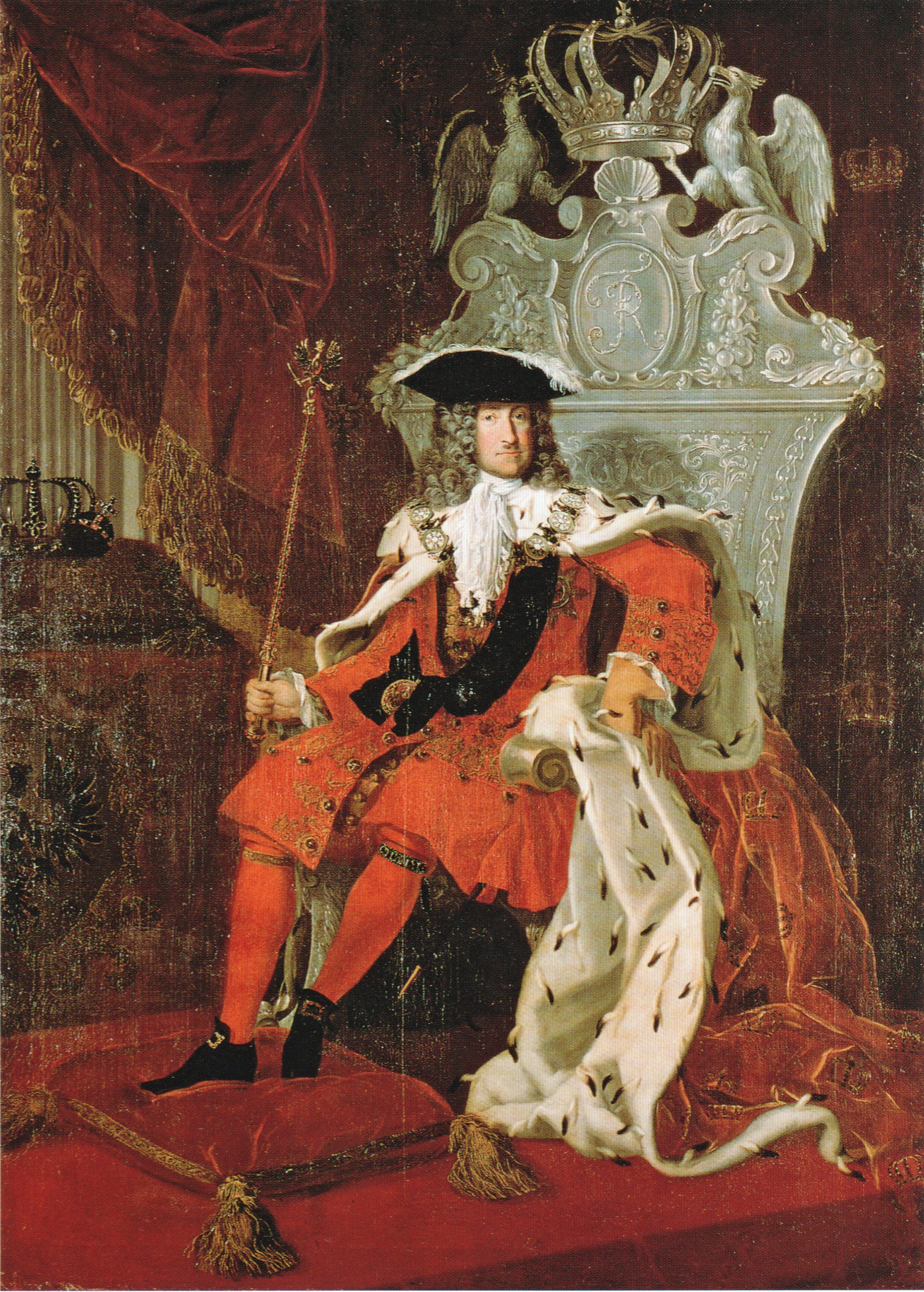
Робота Самуеля Геріке 1707
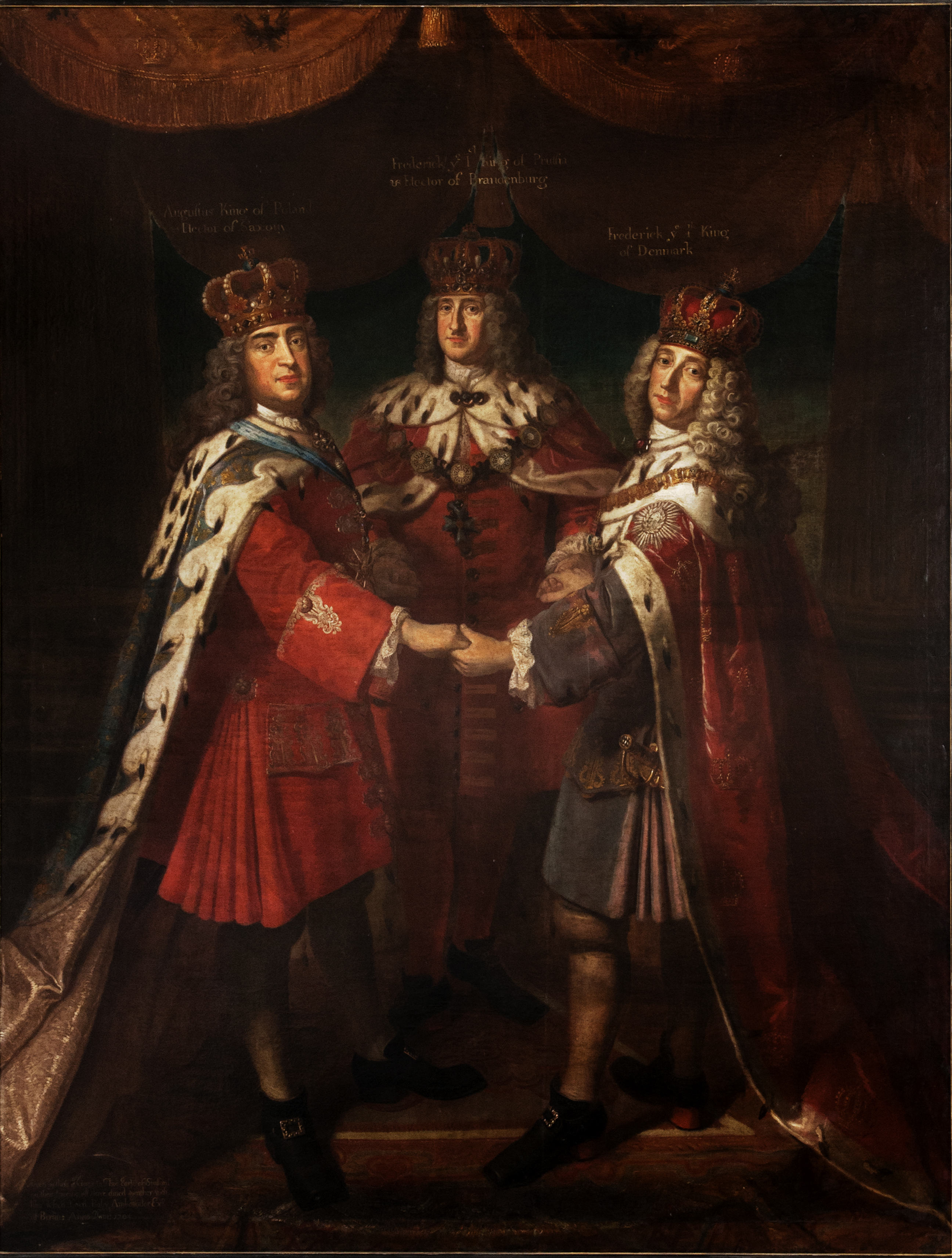
Робота Самуеля Геріке 1712
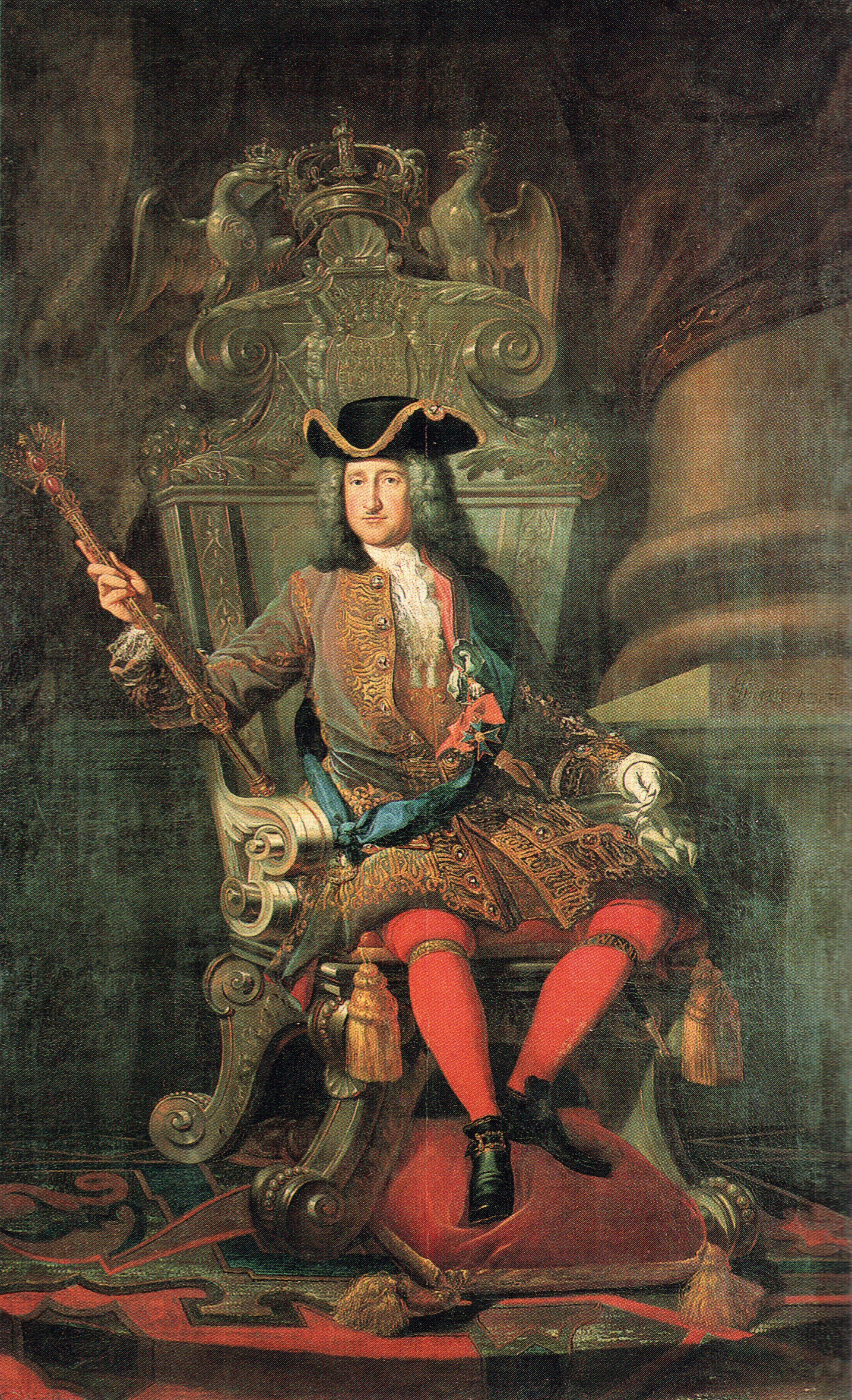
Робота Самуеля Геріке 1713
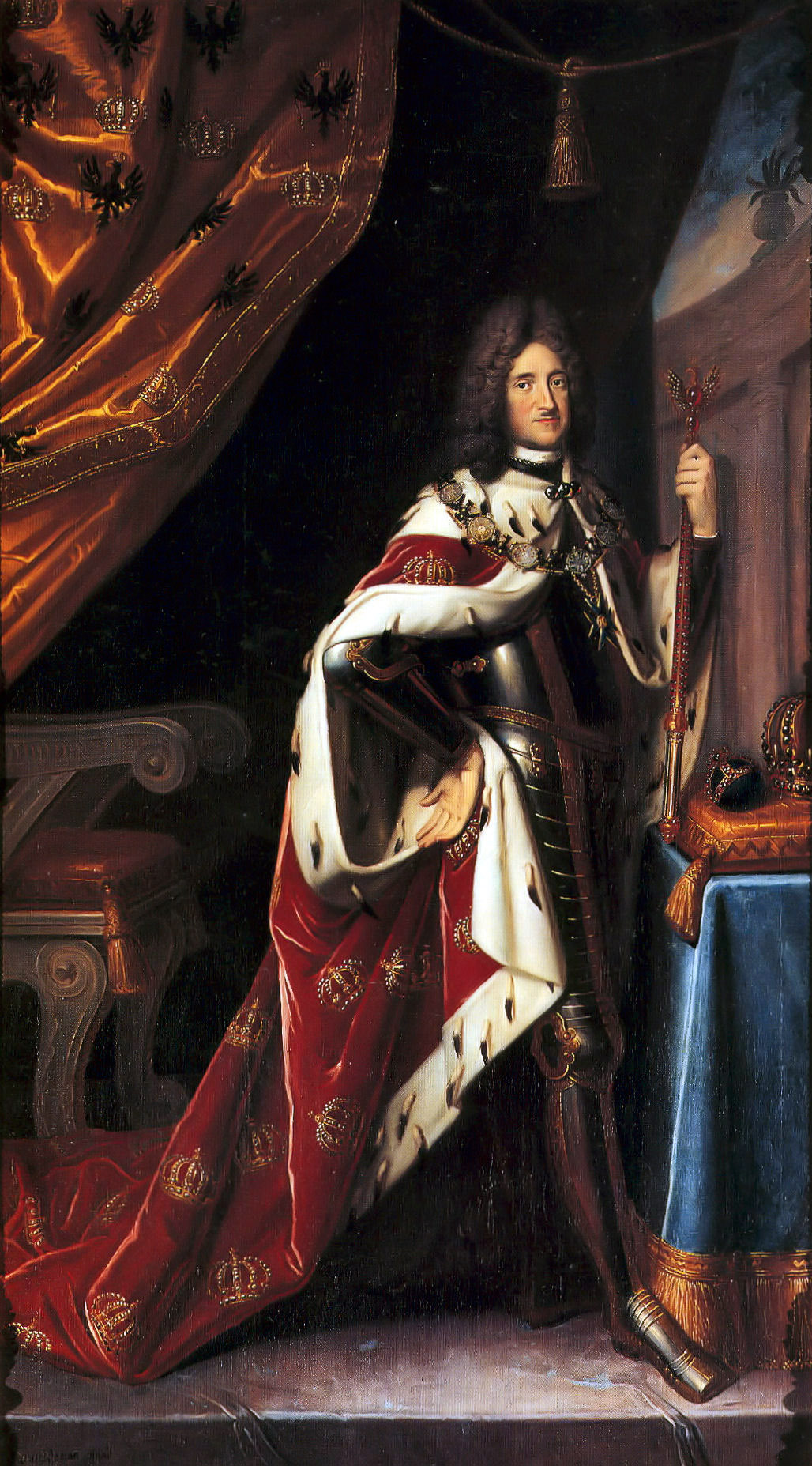
Робота Фрідріха Вайдеманна 1710-ті
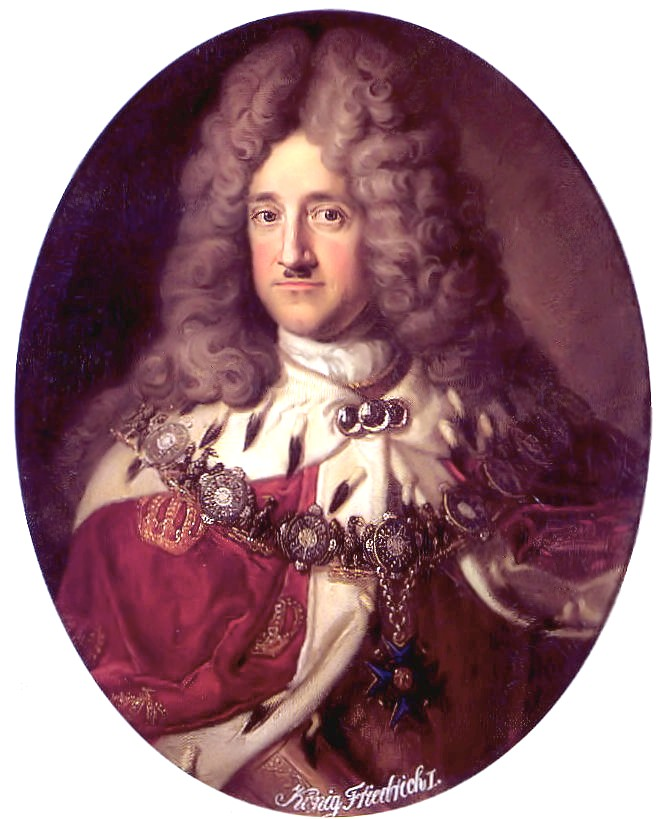
Робота Фрідріха Вайдеманна 1710-ті
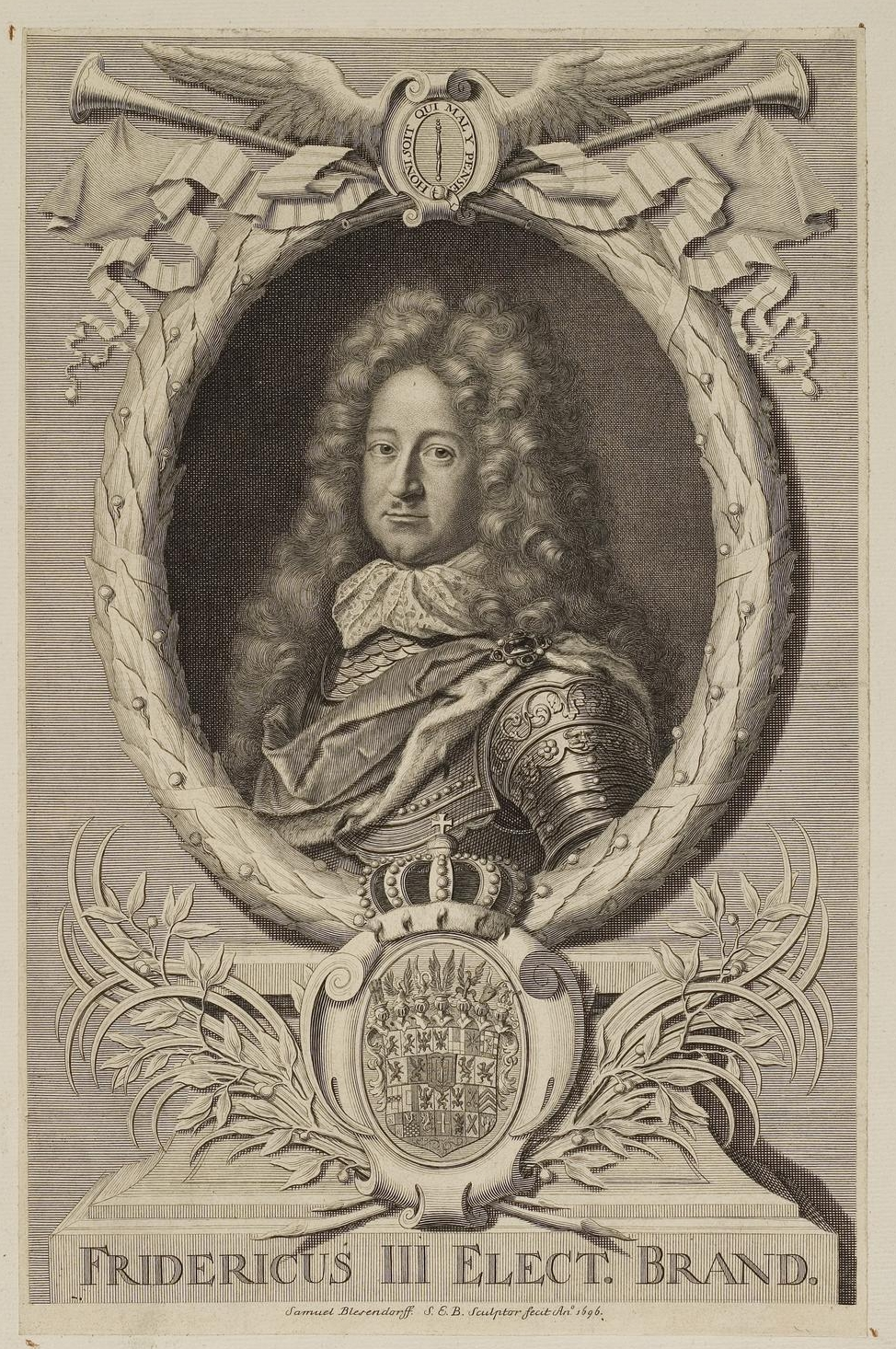
Робота Самуеля Блесендорфа 1696
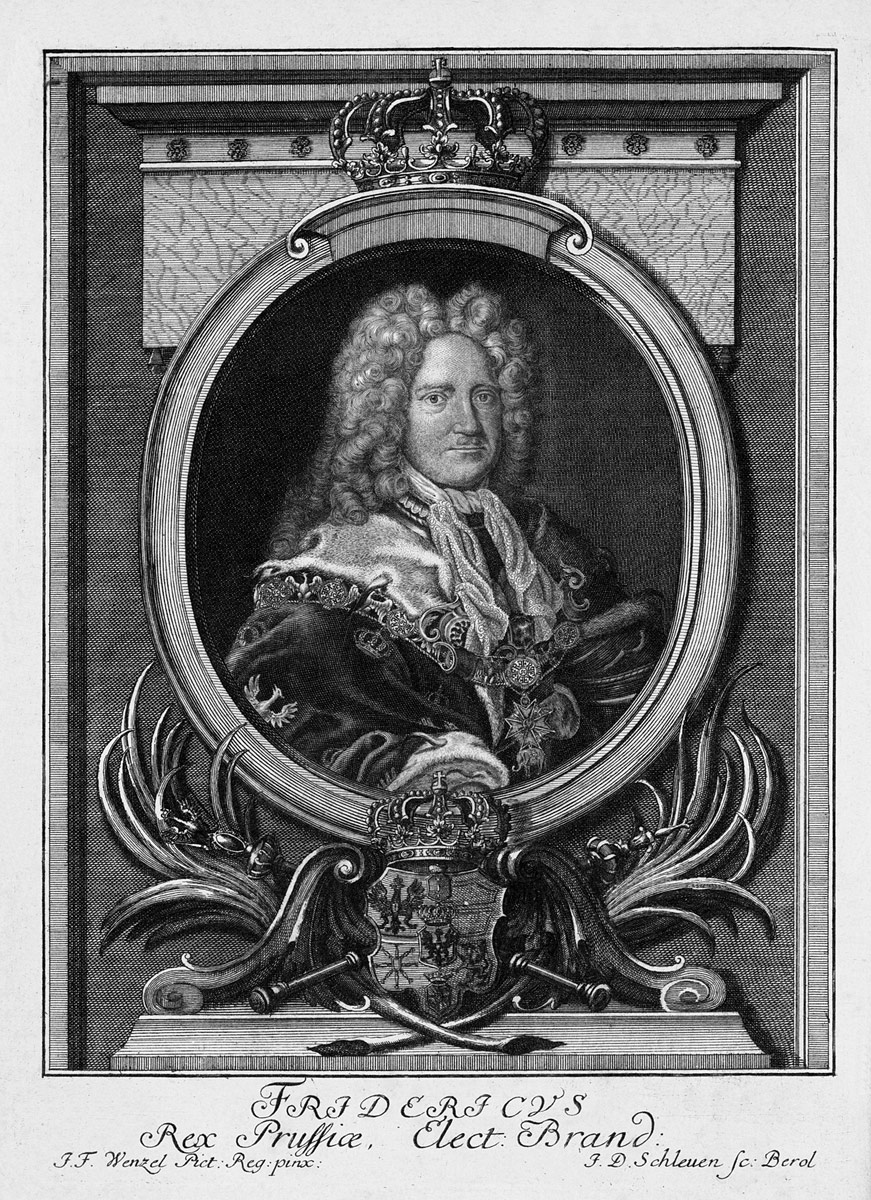
Невідомий художник 1750